# 자나졸 유전
자나졸 유전(카자흐어: Жаңажол мұнай-газ конденсат кен орны)은 카자흐스탄 북서부 아티라우주에 위치한 유전이다. 1960년에 발견되어 1987년부터 생산되고 있다. 자나졸 유전에는 싸이올과 황화수소 함량이 높다. 자나졸 유전은 자나즈홀이라는 소형도시에 위치해 있다.